# Guidobaldo del Monte
Guidobaldo del Monte (Pésaro, 11 de janeiro de 1545 – Mombaroccio, 6 de janeiro de 1607) foi um matemático, filósofo, astrônomo e marquês italiano.

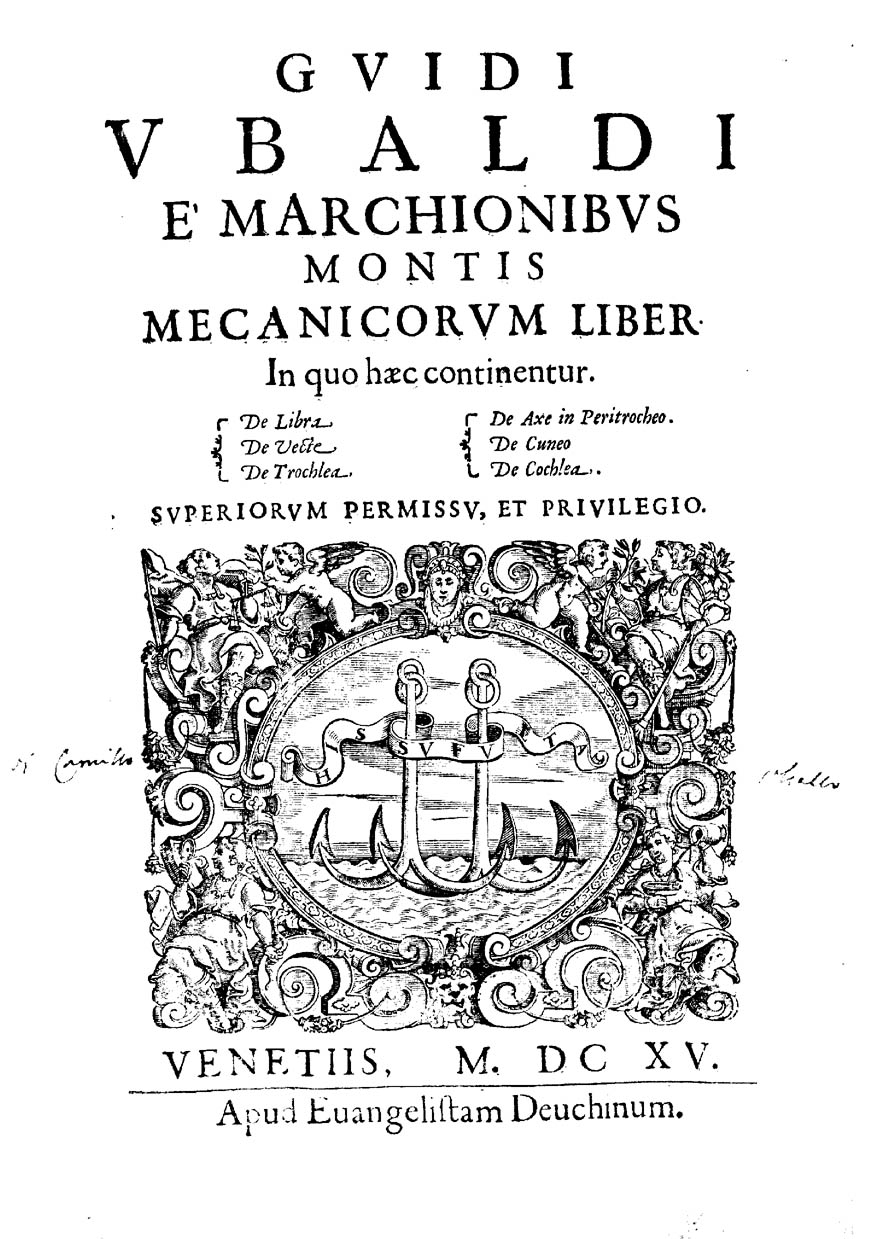
Mecanicorum liber, 1615